# Librado Azcona
Librado Daniel Azcona Salinas (Caacupé, Paraguay, 18 de enero de 1984) es un exfutbolista paraguayo nacionalizado ecuatoriano. Juega de guardameta y su último  equipo fue el River Plate de la tercera División de Paraguay, fue internacional con la Selección de fútbol de Ecuador.

## Trayectoria

### Liga de Loja
En 2009 llegó a Ecuador y disputó la serie B con Liga de Loja. En esa temporada terminó en sexto lugar y debido a su destacada actuación llamó la atención de Independiente del Valle que lo fichó para la campaña de 2010.

### Independiente del Valle
A partir del 2010 Azcona pasa a formar parte del club Independiente del Valle.
En el año 2016 disputó la Final de la Copa Libertadores ante Atlético Nacional de Colombia; en donde empató 1-1 como local en el Estadio Olímpico Atahualpa, y perdió 1-0 como visitante en el Estadio Atanasio Girardot en Medellín, convirtiéndose en subcampeón de la Copa Libertadores 2016.
Después de 6 temporadas con el equipo de Sangolquí, anunció el final de su estancia en Ecuador, que arrancó en 2009 con Liga de Loja.

### Club Olimpia
Llegó en diciembre del 2016, proveniente del Independiente del Valle, como refuerzo para la temporada 2017.

## Estadísticas

### Clubes
| Club                              | Temporada           | Liga | Liga | Copas nacionales * | Copas nacionales * | Copas internacionales ** | Copas internacionales ** | Total | Total |
| Club                              | Temporada           | PJ   | G    | PJ                 | G                  | PJ                       | G                        | PJ    | G     |
| --------------------------------- | ------------------- | ---- | ---- | ------------------ | ------------------ | ------------------------ | ------------------------ | ----- | ----- |
| 12 de Octubre Paraguay            |                     |      |      |                    |                    |                          |                          |       |       |
| 2005 - 2008                       | 45                  | -    | -    | -                  | -                  | -                        | 45                       | -     |       |
| Total                             | 45                  | -    | -    | -                  | -                  | -                        | 45                       | -     |       |
| Liga de Loja · Ecuador            |                     |      |      |                    |                    |                          |                          |       |       |
| 2009                              | 30                  | 1    | -    | -                  | -                  | -                        | 30                       | 1     |       |
| Total                             | 30                  | 1    | -    | -                  | -                  | -                        | 30                       | 1     |       |
| Independiente del Valle · Ecuador |                     |      |      |                    |                    |                          |                          |       |       |
| 2010 - 2016                       | 278                 | -    | -    | -                  | 32                 | -                        | 310                      | -     |       |
| Total                             | 278                 | -    | -    | -                  | 32                 | -                        | 310                      | -     |       |
| Olimpia Paraguay                  |                     |      |      |                    |                    |                          |                          |       |       |
| 2017 - 2020                       | 53                  | -    | 6    | -                  | 9                  | -                        | 68                       | -     |       |
| Total                             | 53                  | -    | 6    | -                  | 9                  | -                        | 68                       | -     |       |
| River Plate Paraguay              |                     |      |      |                    |                    |                          |                          |       |       |
| 2021                              | 19                  | -    | -    | -                  | 6                  | -                        | 25                       | -     |       |
| Total                             | 19                  | -    | -    | -                  | 6                  | -                        | 25                       | -     |       |
| Total en su carrera               | Total en su carrera | 425  | 1    | 6                  | -                  | 47                       | -                        | 478   | 1     |

### Selección nacional
El 16 de marzo del 2015 fue convocado por Gustavo Quinteros para la selección de Ecuador, como también fue convocado varias veces más adelante, pero sin debutar todavía ni en amistosos. El lunes 21 de agosto de 2017 es nuevamente convocado por la selección nacional de Ecuador gracias a su buen momento en el Olimpia de Paraguay, cumpliendo con los reglamentos de la FIFA puesto que vivió 6 años en dicho país.

### Participaciones en la Copa América
| Copa              | Sede  | Resultado     |
| ----------------- | ----- | ------------- |
| Copa América 2015 | Chile | Primera ronda |

### Participaciones en Eliminatorias
| Eliminatorias     | Sede            | Resultado    |
| ----------------- | --------------- | ------------ |
| Eliminatoria 2018 | América del Sur | No clasificó |

## Palmarés

### Campeonatos nacionales
| Título          | Club    | País     | Año  |
| --------------- | ------- | -------- | ---- |
| Torneo Apertura | Olimpia | Paraguay | 2018 |
| Torneo Clausura | Olimpia | Paraguay | 2018 |
| Torneo Apertura | Olimpia | Paraguay | 2019 |
| Torneo Clausura | Olimpia | Paraguay | 2019 |
| Torneo Clausura | Olimpia | Paraguay | 2020 |

### Distinciones individuales
| Distinción                | Otorgado por                           | Año  |
| ------------------------- | -------------------------------------- | ---- |
| Hijo dilecto de la ciudad | Municipalidad de la ciudad de Ypacaraí | 2017 |